# Tosca 07
Tosca 07 è una nuova varietà toscana di olivo brevettata da Vivai Attilio Sonnoli, azienda vivaistica di Pescia (PT). Si tratta di una varietà proveniente da semenzale selezionato nell'ambito di un programma di miglioramento genetico, che ha come base la varietà di olivo Urano, brevetto anch'esso appartenente a Vivai Attilio Sonnoli.
La varietà Tosca 07 è coperta da brevetto nell'Unione europea e in altri Paesi extraeuropei, tra cui gli Stati Uniti d'America.
Tosca 07 è anche un marchio europeo registrato.

## Caratteristiche morfologiche

### Pianta
Di vigore molto debole, a portamento globoso, chioma molto densa, altezza della struttura rigida non superiore ai 2,80-3,00 metri.

## Caratteristiche fisiologiche
È una varietà che entra in produzione al 2º-3º anno con maturazione precoce (circa 7-10 giorni prima del Leccino, resistente al freddo, alla siccità, ai terreni umidi e alla verticillosi.
La resa in olio è del 12-14%; l'efficienza energetica è altissima, circa 120-150 gr. olio/mc.chioma.

## Caratteristiche dell'olio
L'olio si presenta di colore verde oro, equilibrato fra le varie sensazioni dolci-mature e verdi-fresche, con netti sentori di carciofo e oliva verde, armonizzati con quelli di mela e oliva matura. Dal punto di vista elaiotecnico è un olio adatto a qualsiasi blend; dal lato organolettico l'olio monocultivar di Tosca 07 è adatto per qualsiasi impiego gastronomico.

## Giudizio complessivo
Tosca 07 è stata "progettata"  sia per la realizzazione di impianti intensivi, con una densità di impianto di 500-800 piante/ha, sia per la realizzazione di impianti superintensivi, dove si ha una densità di impianto di 1250-1660 piante/ha. La struttura della pianta consente una totale meccanizzazione delle operazioni colturali, dalla potatura alla raccolta, che può essere fatta sia con i più moderni scuotitori sia con macchine scavallatrici.
Le caratteristiche morfologiche, fisiologiche e dell'olio possono variare secondo l'ambiente e le cure colturali.